# Свети Атанасий (Баничан)
„Свети Атанасий“ е православна църква в неврокопското село Баничан, България, част от Неврокопската епархия на Българската православна църква.

## Архитектура
Църквата е построена през 1979 година на основите на по-стар храм. Разположена е в старата част на Баничан. В архитектурно отношение е базилика с камбанария на западната страна. Църквата е осветена в 1999 година от митрополит Натанаил Неврокопски.